# Tsifteteli
Le Çiftetelli (En grec: τσιφτετέλι, turc: çiftetelli) est une danse d’origine probablement turque, qui est répandue dans les régions ayant fait partie de l’Empire ottoman. Τhéories mettent dans la Grèce antique par rapport à la Cordax.

## Étymologie
Le bağlama fréquemment utilisé dans ce genre musical a influencé le nom çiftetelli qui veut dire "cordes doubles" en turc.

## Les différentes formes du Çiftetelli
Le Çiftetelli revêt plusieurs formes dans la musique folk de la Turquie Centrale et Occidentale. Chaque forme porte un nom différent. En Turquie, le çiftetelli a été relégué comme une musique utilisée dans les mariages, alors que les Grecs ont adapté ses rythmiques à la danse orientale. En Grèce, le "tsifteteli" est associé de façon inappropriée avec la danse du ventre. On parle aussi de skiladiko.